# سايكو للترفيه
سايكو للترفيه (بالإنجليزية: Syco Entertainment)‏، غالبًا ما تُعرف ببساطة باسم سايكو، وهي شركة ترفيه بريطانية أنشأهأ البريطاني المتخصص في فرع الترفيه سايمون كاول، وتملكها حاليًا شركة سوني. تدير الشركة علامة تجارية تسجيلية، ووكالة مواهب، وشركة لإنتاج الأفلام، والموسيقى، والتلفزيون، بالإضافة إلى دار نشر للموسيقى.

## وصلات خارجية
- تلفزيون سايكو علي قاعدة بيانات الأفلام على الإنترنت
- Syco UK/US A&R team contact list